# Тімошенков Дмитро Сергійович
Дмитро́ Сергі́йович Тімоше́нков (1988—2014) — солдат резерву Міністерства внутрішніх справ України, учасник російсько-української війни.

## Короткий життєпис
Народився 1988 року в місті Донецьк.
У часі війни — розвідник, 2-й батальйон спеціального призначення НГУ «Донбас».
29 серпня 2014-го загинув у Червоносільському, коли виходив з автобуса, яким приїхали бійці 2-ї роти — потрапили в оточення.
Упізнаний за експертизою ДНК, похований у Дніпропетровську на Краснопільському цвинтарі.

## Нагороди
За особисту мужність і героїзм, виявлені в захисті державного суверенітету та територіальної цілісності України, вірність військовій присязі під час російсько-української війни, відзначений — нагороджений
- 13 серпня 2015 року — орденом «За мужність» III ступеня (посмертно).
- Його портрет розміщений на меморіалі «Стіна пам'яті полеглих за Україну» у Києві: секція 3, ряд 9, місце 16
- Вшановується 29 серпня на щоденному ранковому церемоніалі вшанування українських захисників, які загинули цього дня в різні роки внаслідок російської збройної агресії[1]
- Іловайський Хрест (посмертно)